# Joost Zwagerman
Joost Zwagerman (18 de noviembre de 1963-8 de septiembre de 2015) fue un escritor y poeta neerlandés.

## Vida personal
Nació en Alkmaar el 18 de noviembre de 1963. Desde 1984 vivió en Ámsterdam con su esposa y tres hijos. En 2012 se divorció y se mudó a Haarlem.

## Muerte
El 8 de septiembre de 2015 fue encontrado muerto a las 23:00h en su casa en Haarlem, más tarde "de Volkskrant" confirmó que Joost Zwagerman se había suicidado.